# Distretto di Wiang Kao
Il distretto di Wiang Kao (in thailandese: เวียงเก่า) è un distretto (amphoe) della Thailandia, situato nella provincia di Khon Kaen.

## Amministrazione
Il distretto è diviso in tre sub-distretti (tambon), che sono ulteriormente suddivisi in 36 villaggi (muban). Non ci sono aree comunali (thesaban) e altre tre organizzazioni amministrative ambon (TAO).
| N° | Nome                 | Nome Thai   | Villaggi | Pop.  |  |
| -- | -------------------- | ----------- | -------- | ----- |  |
| 1. | Nai Mueang           | ในเมือง      | 15       | 8,957 |  |
| 2. | Mueang Kao Phatthana | เมืองเก่าพัฒนา | 10       | 5,857 |  |
| 3. | Khao Noi             | เขาน้อย      | 11       | 4,936 |  |